# Lipica (Sežana)

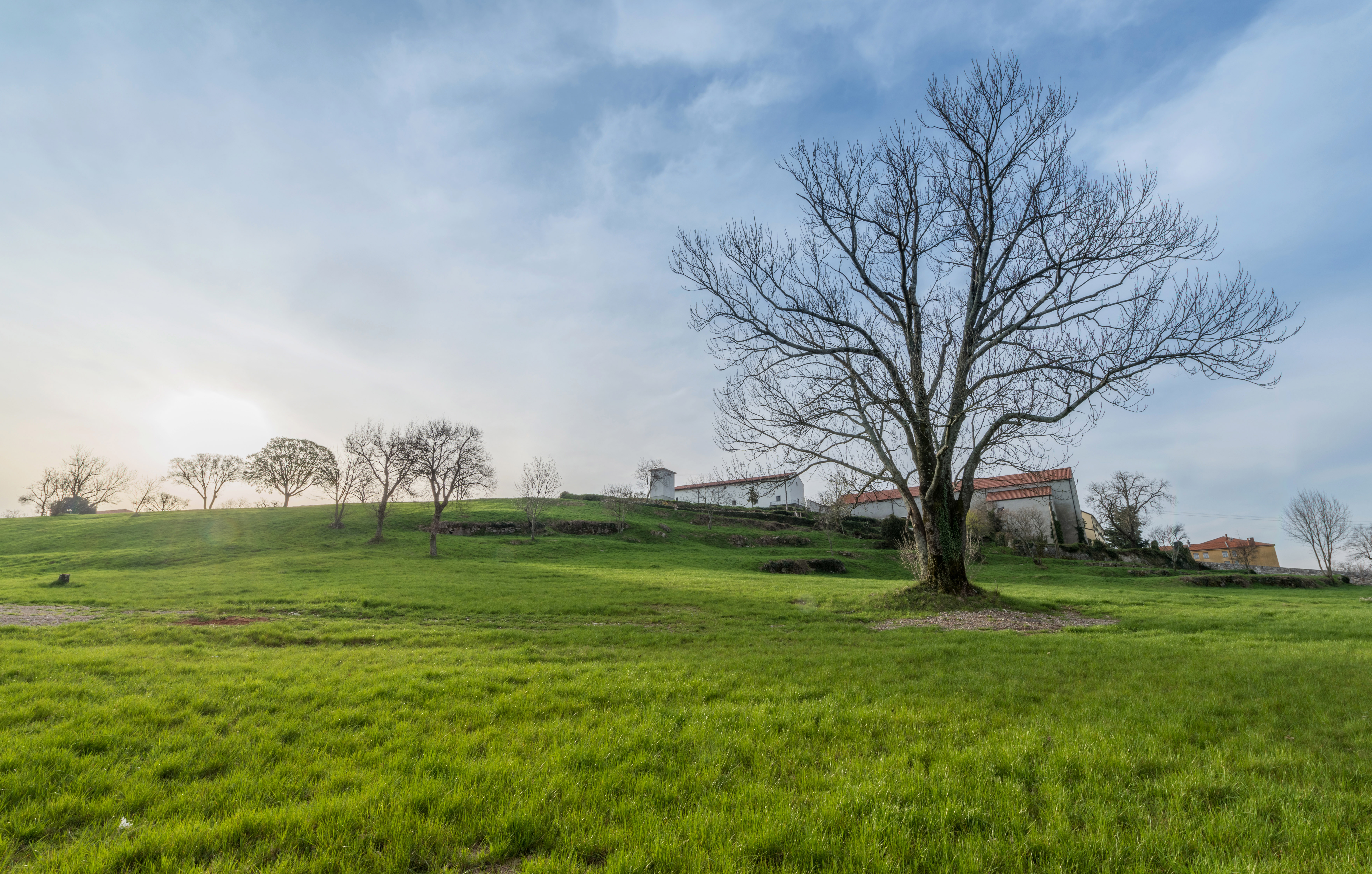
Landschaft in Lipica

Lipica (italienisch Lipizza) ist eine Ortschaft in der Gemeinde Sežana im Westen von Slowenien. Sie besteht hauptsächlich aus dem Gestüt Lipica.

## Lage
Lipica liegt nahe der Kleinstadt Sežana in einer von Baumgruppen und Wiesen geprägten Landschaft. Im Südwesten verläuft die Grenze zwischen Italien und Slowenien.
Westlich und nordöstlich der Siedlung liegen Steinbrüche im Karstkalkstein sowie eine Verarbeitungsstätte. Das Gestein wird für dekorative Zwecke verwendet.

## Geschichte
Im 13. und 14. Jahrhundert begann an diesem Ort eine Pferdezucht. Die Gründung eines Gestüts erfolgte erst 1580 während der Regentschaft von Erzherzog Karl.
In Lipica wurde ein Massengrab aus der Zeit des Zweiten Weltkriegs gefunden.

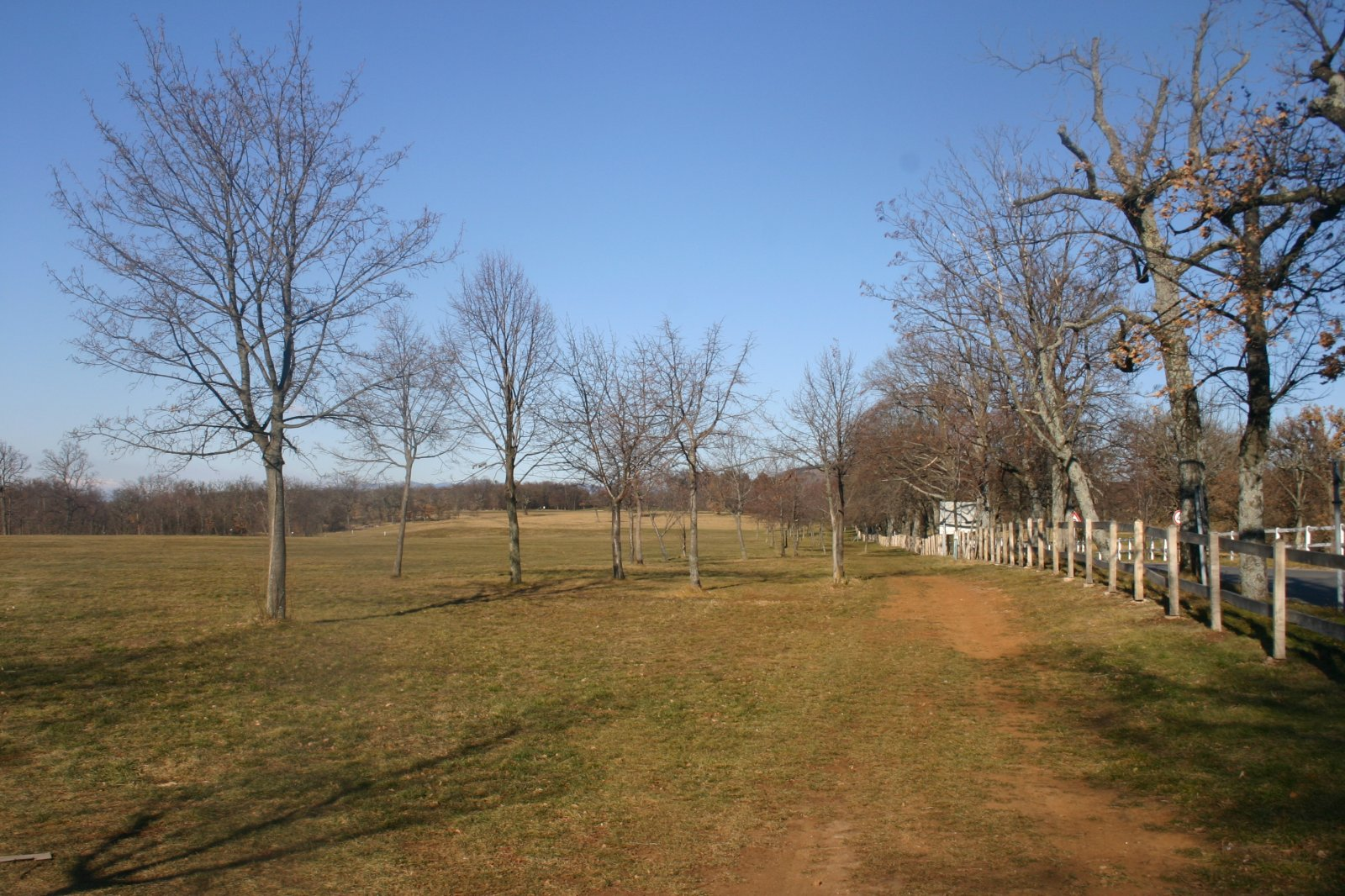
Landschaft in Lipica
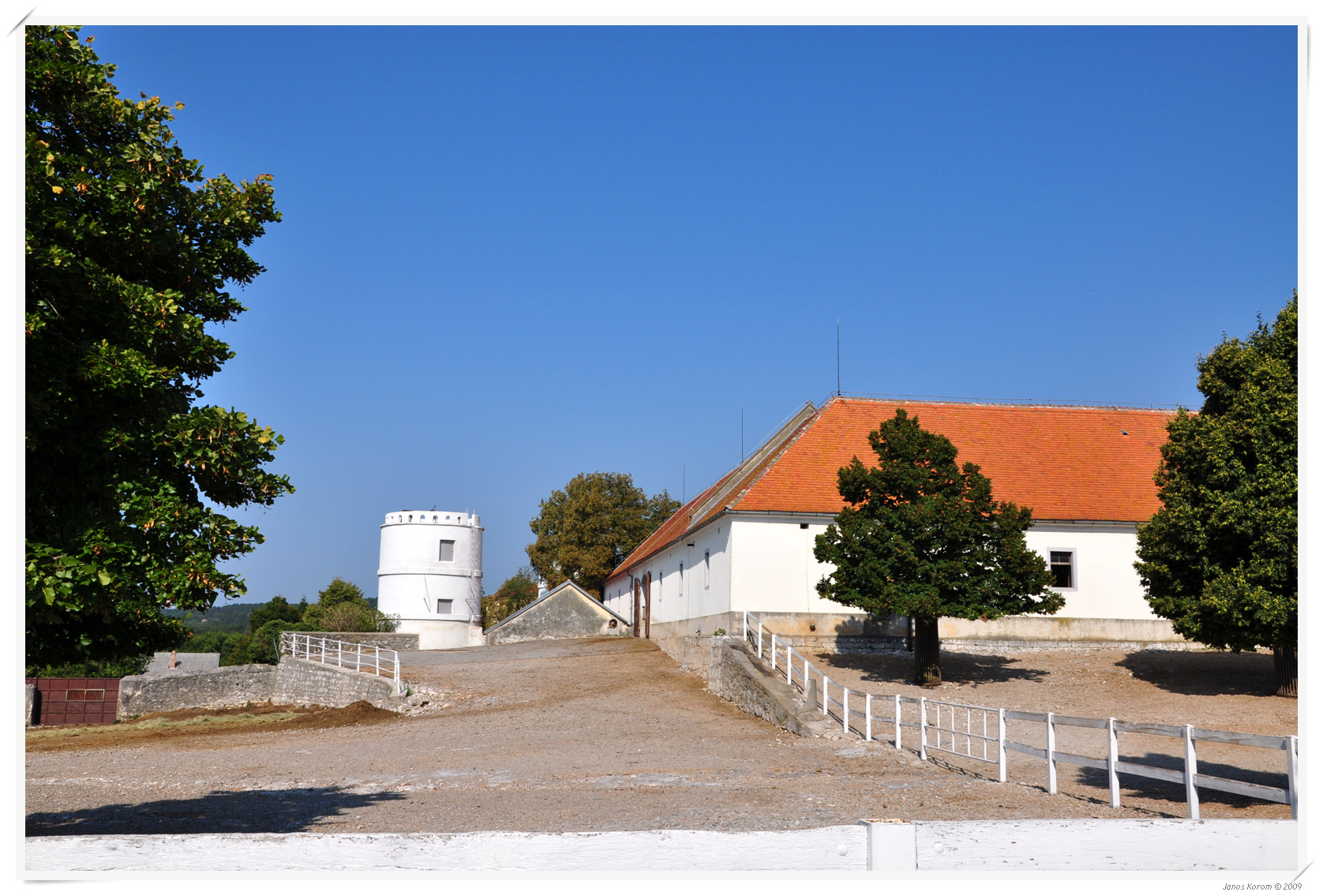
Gestütsgebäude
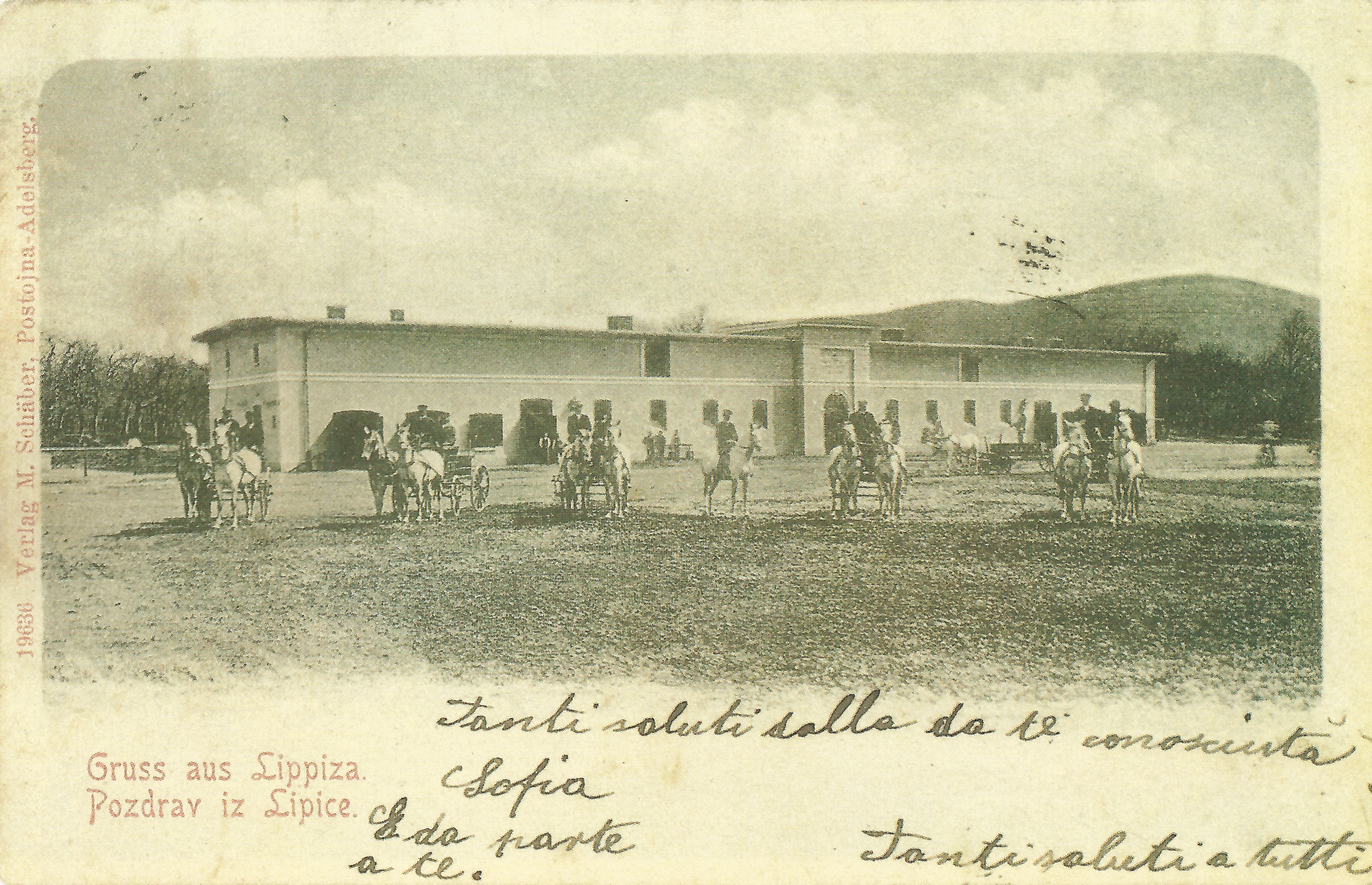
Anlagen des Gestüts um 1900
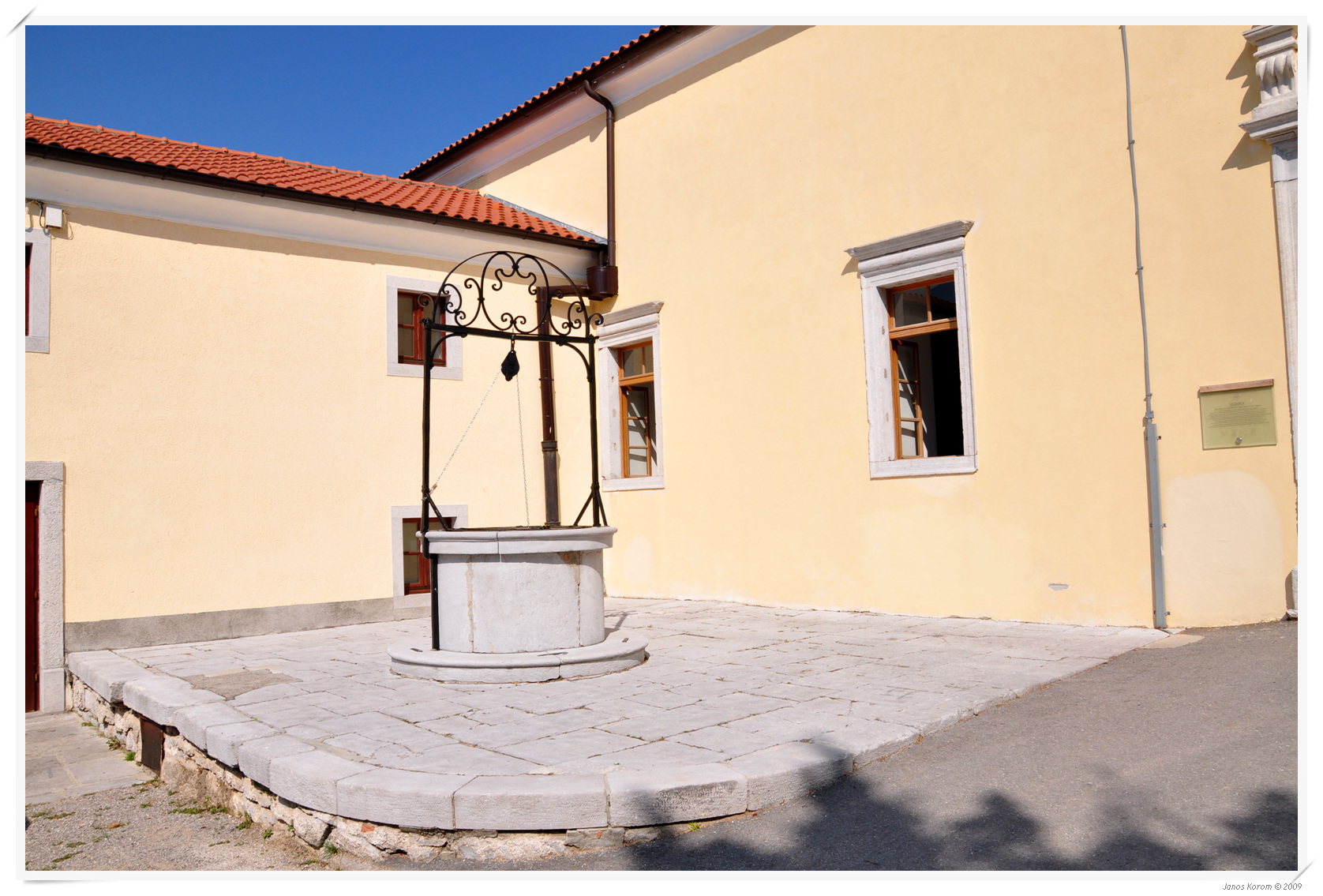
Historischer Brunnen im Gestüt
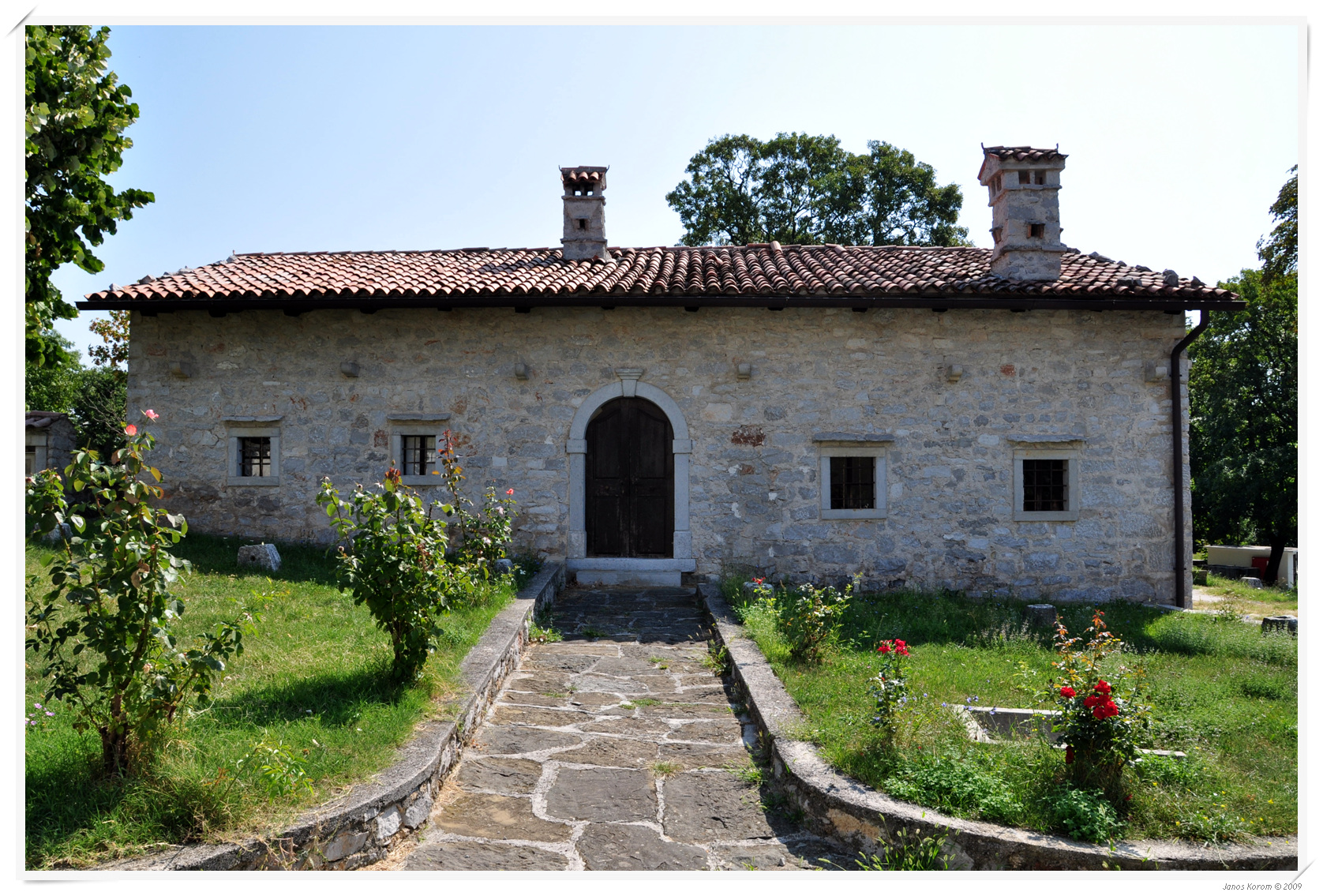
Landwirtschaftliches Nebengebäude
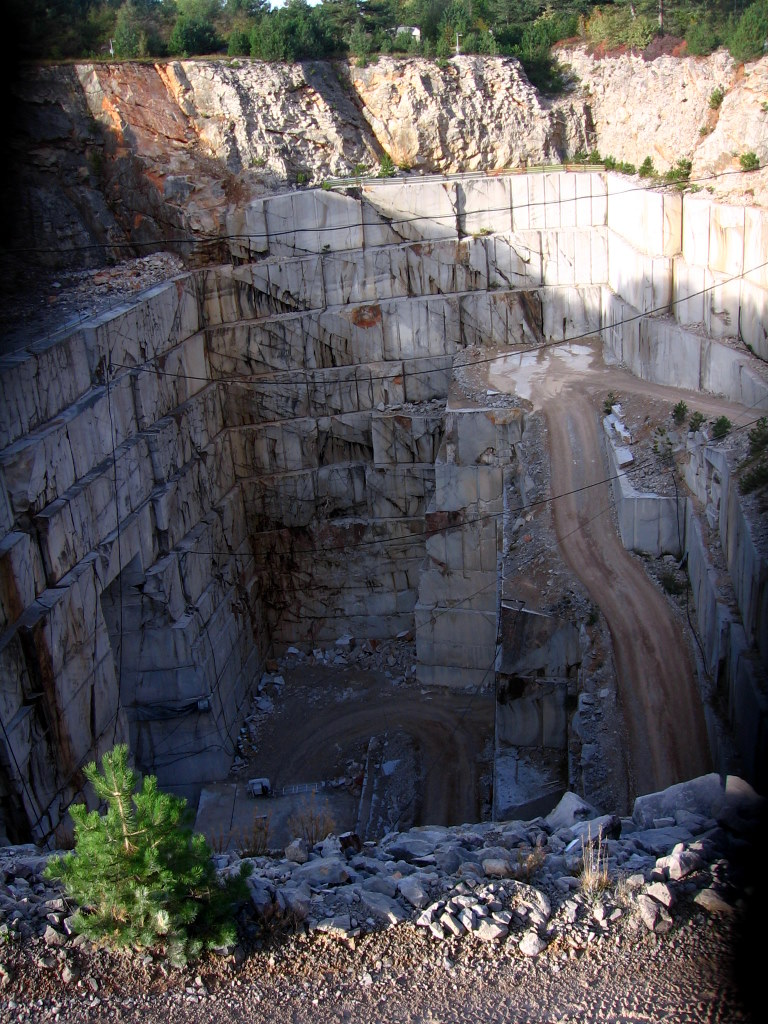
Steinbruch Lipica II